# Indio (California)
Indio è una città degli Stati Uniti d'America situata nella Contea di Riverside, nello Stato della California.
È divenuta recentemente celebre anche a livello mediatico per via del Coachella Valley Music and Arts Festival che si tiene ogni anno nel suo territorio.